# My Lady (canción)
«My Lady» (en hangul, 내 여자) es una canción de géneros rap y R&B de la boy band surcoreana EXO, interpretada por los subgrupos EXO-K y EXO-M. La canción fue publicada digitalmente el 3 de junio de 2013 en coreano y mandarín por S.M. Entertainment, como la décima canción del primer álbum de estudio del grupo.
«My Lady» fue grabada en 2011, pero no incluida en el primer EP de EXO titulado Mama. Fue también la primera canción publicada en el primer teaser del grupo interpretado por el miembro Kai.

## Composición
Según el sitio web de música coreana Naver, «My Lady» usa una guitarra eléctrica en su ritmo. La canción fue compuesta y arreglada por Hitchhiker, un productor musical surcoreano, que trabaja en la agencia de entretenimiento S.M. Entertainment. Produjo muchas canciones para varios artistas de SM Town como las canciones «Pinocchio (Danger)» y «Zig Zag» de f(x). La letra de la versión coreana fue escrita por Kim Bu Min que es conocido por colaborar con Hitchhiker escribiendo letras para que todas fueran producidas por él. Liu Yuan escribió la versión en mandarín de la canción, así como otros tres temas del disco. La letra de «My Lady» habla de la confesión de un hombre por su amor, pidiéndole ser algo más que «solo amigos».

## Lanzamiento
La canción se produjo y grabó en 2011, antes del debut oficial de EXO en la industria del entretenimiento, pero no se incluyó en su primer EP Mama. La canción fue utilizada como música del primer teaser interpretado por el miembro Kai. El vídeo fue publicado en el canal oficial de YouTube de la S.M. el 22 de diciembre de 2011. Más tarde, la canción también fue utilizada en el cuarto teaser del grupo que era la extensión del primero, lanzado el 30 de diciembre siguiente. «My Lady», que fue publicada el 3 de junio de 2013 junto con el primer álbum de estudio, fue la primera publicada por EXO en su carrera artística.

## Recepción
«My Lady» obtuvo críticas generalmente favorables de los críticos de K-pop. El sitio de noticias Allkpop, comentó que la tan esperada canción no decepcionó y le fue bastante bien en su propio criterio. Soulbeats también se mostró satisfecho señalando que «My Lady» fue el final perfecto para el álbum, elogiando el sonido simple de una guitarra, voces hermosas y chasquidos. El crítico McRoth señaló que la composición fue «absurdamente impresionante. «Solo el trabajo de EXO hizo que el sonido fuera perfecto», añadió.

## Posicionamiento en listas
| Lista (2013)                 | Mejor posición |
| ---------------------------- | -------------- |
| Gaon Singles chart           | 64             |
| Gaon Monthly Singles chart   | 159            |
| Gaon Local Singles chart     | 64             |
| Gaon Streaming Singles chart | 183            |
| Gaon Download Singles chart  | 43             |
| Gaon Background Music chart  | 58             |
| Billboard K-Pop Hot 100      | 67             |

| Lista (2013)                             | Mejor posición |
| ---------------------------------------- | -------------- |
| Gaon International Singles chart         | 36             |
| Gaon Monthly International Singles chart | 169            |